# Roseau, Minnesota
Roseau är en stad och residensstad för Roseau County, Minnesota, USA. Stadens befolkning var enligt 2010 års folkräkning 2 633.
Staden grundades 1885 och namngavs efter den närliggande floden, Roseau River.